# Course aux armements navals entre l'Argentine et le Chili
Pour les articles homonymes, voir Course aux armements (homonymie).

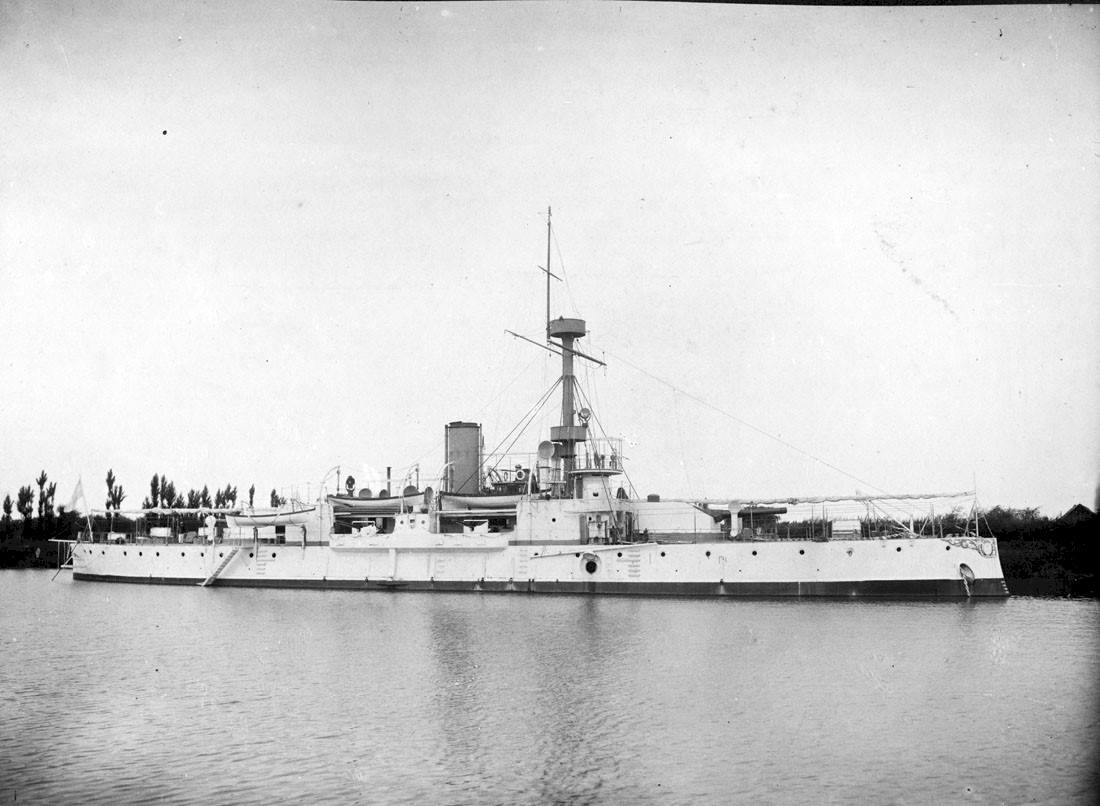
Le Libertad, vu ici vers 1893, dont la quille avait été posée en 1890 dans le cadre de la course aux armements navals en cours entre l'Argentine et le Chili. Photo publiée avec la permission du Musée naval de Puerto Belgrano.

À la fin du dix-neuvième et au début du vingtième siècle, les nations sud-américaines d'Argentine et du Chili se lancèrent dans une course aux armements navals coûteuse pour s'assurer que l'autre ne gagnerait pas la suprématie dans le Cône Sud.
Bien que les marines argentine et chilienne possédaient des forces navales insignifiantes dans les années 1860, avec respectivement zéro et cinq navires de guerre, la préoccupation de l'Argentine concernant la marine de guerre chilienne lors de la guerre du Chili contre l'Espagne les amenèrent à ajouter des navires de guerre à leurs flottes dans les années 1870. Au cours de cette période, les relations diplomatiques entre l'Argentine et le Chili se détériorèrent en raison de conflits de frontières, en particulier en Patagonie. Au début des années 1880, après la guerre du Pacifique, le gouvernement chilien possédait potentiellement la plus puissante marine des Amériques. Ils avaient prévu d'y ajouter un crédit en 1887 pour un cuirassé, deux croiseurs protégés et deux canonnières torpilleurs. L'Argentine répondit un an plus tard avec une commande de deux cuirassés. La course aux armements navals se déroula au cours des années suivantes, chaque pays achetant et passant commande de navires un peu plus performants que le précédent, mais les Argentins finirent par acquérir plusieurs croiseurs de la classe Giuseppe Garibaldi.
La course prit fin en 1902 avec les pactes de Mai, arbitrés par les Britanniques, qui contenaient un accord contraignant de limitation des armements navals. Les deux gouvernements vendirent ou annulèrent les navires qu'ils avaient commandés, et trois grands navires de guerre furent principalement désarmés pour équilibrer les flottes. Les pactes se révélèrent être la réponse aux disputes argentine et chilienne, car les pays connurent par la suite une période de relations chaleureuses. La tentative du gouvernement brésilien de reconstituer ses propres forces navales déclencha une nouvelle course aux armements impliquant les trois pays. Ils commandèrent de nouveaux dreadnoughts révolutionnaires, de puissants cuirassés dont les capacités dépassaient de loin celles des navires plus anciens des marines du monde entier.

## Contexte

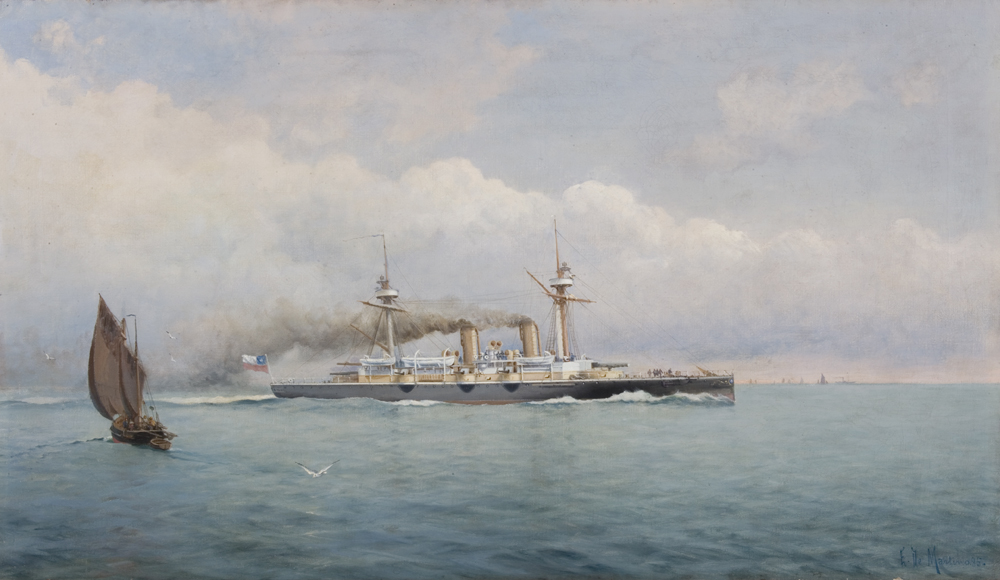
Le croiseur protégé Esmeralda fut acheté par la marine chilienne dans les années 1880 pour renforcer sa flotte. Edoardo de Martino, Esmeralda, date inconnue, huile sur toile,, Collection Tyne & Wear des musées maritimes et industriels, Newcastle upon Tyne.

Les revendications conflictuelles de l'Argentine et du Chili sur la Patagonie, la région la plus méridionale de l'Amérique du Sud, provoquaient des tensions entre les deux pays depuis les années 1840. Cependant, les deux pays étaient incapables de faire valoir ces droits avec une force navale: en 1860, les Chiliens ne disposaient que cinq petits navires, tandis que la marine argentine n'avait pas de navires de haute mer. Ces attitudes changèrent rapidement lorsque les circonstances le justifiaient. Lorsque le Chili rejoignit le Pérou contre l'Espagne dans la guerre hispano-sud-américaine, les Espagnols bloquèrent et bombardèrent Valparaíso, conduisant le gouvernement chilien à renforcer sa marine. Le gouvernement argentin, sous la présidence de Domingo Sarmiento, décida de construire une marine dans les années 1870 pour contrer les acquisitions navales brésiliennes. Deux grands monitors, Los Andes (en) et El Plata (en), furent commandés à Laird Brothers, une société britannique, avec deux canonnières. Ils furent livrés en 1874 et 1875.
Les tensions à propos de la Patagonie s'intensifièrent en 1872 et 1878, lorsque des navires de guerre chiliens s'emparèrent de navires marchands autorisés par le gouvernement argentin à opérer dans la zone contestée. Un navire de guerre argentin fit de même avec un navire américain disposant d’une autorisation chilienne en 1877. Cette action mena presque à la guerre en novembre 1878, lorsque les Argentins envoyèrent un escadron de navires de guerre sur la fleuve Santa Cruz. La marine chilienne répondit de même, et la guerre ne fut évitée que par un traité signé à la hâte.
Les deux pays ont furent incapables de faire valoir ces revendications avec une force maritime les années suivantes, les Argentins était occupés par des opérations militaires internes contre la population indigène (1870-1884) et les Chiliens impliqués dans la guerre du Pacifique (1879-83) contre la Bolivie et le Pérou. Pourtant, plusieurs navires de guerre furent commandés par les deux nations: les Argentins mirent en service un cuirassé à coque en fer à batterie sous casemate, l’Almirante Brown (en), et un croiseur protégé, le Patagonia (en), respectivement en 1880 et 1885. Pour leur part, les Chiliens commandèrent un croiseur protégé, l’Esmeralda, pour renforcer sa flotte, qui était basée sur deux cuirassés à coque en fer à casemate centrale, l’Almirante Cochrane et le Blanco Encalada. Avec ces navires, la marine chilienne émergea de la guerre du Pacifique comme la marine prééminente dans les Amériques, surpassant même la marine des États-Unis, qui était en fort déclin depuis la guerre de Sécession. Le gouvernement chilien utilisa cet avantage lorsqu’il déploya l'Esmeralda au Panama en 1885 pour empêcher les États-Unis d'annexer la région.

## Course aux armements
| Année                                                                          | Navires (type)                                                     | Année | Navires (type)                            |
| ------------------------------------------------------------------------------ | ------------------------------------------------------------------ | ----- | ----------------------------------------- |
| 1887                                                                           | Capitán Prat (CPD) Presidente Errázuriz (CP) Presidente Pinto (CP) | 1896  | O'Higgins (CC)                            |
| 1888                                                                           | Libertad (CPD) ARA Independencia (CPD)                             | 1896  | San Martín (CC)                           |
| 1890                                                                           | Veinticinco de Mayo (CP)                                           | 1897  | Pueyrredón (CC)                           |
| 1891                                                                           | Nueve de Julio (CP)                                                | 1898  | General Belgrano (CC)                     |
| 1892                                                                           | Blanco Encalada (CP)                                               | 1901  | Rivadavia (CC) Mariano Moreno (CC)        |
| 1894                                                                           | Buenos Aires (CP)                                                  | 1901  | Constitución (CPD) Libertad (CPD)         |
| 1895                                                                           | Esmeralda (CC) Ministro Zenteno (CP)                               | 1901  | Deux cuirassés, potentiellement commandés |
| 1895                                                                           | Garibaldi (CC)                                                     | 1901  | Chacabuco (CP)                            |
| CC: Croiseur cuirassé; CP: Croiseur protégé; CPD: Cuirassé pré-dreadnought     |                                                                    |       |                                           |
| Statistiques compilées à partir de Scheina, Naval History, 46 à 51, 297 à 299. |                                                                    |       |                                           |

Le gouvernement chilien commença la course aux armements navals en commandant un cuirassé à coque de fer moderne, le Capitán Prat, deux croiseurs protégés et deux torpilleurs, en France et au Royaume-Uni. Acheté avec un crédit de 3 129 500 £ pris dans le budget de 1887, les navires auraient bouleversé l'équilibre des puissances navales en Amérique latine, alors que les Argentins avaient plus de navires, les Chiliens avaient de plus grands navires de guerre avec des équipages beaucoup plus expérimentés. Cet achat fut aggravé, du point de vue argentin, par une grosse commande de fusils, de canons de campagne, de sabres et de carabines, suffisant pour armer une armée de 80 000 hommes. Le gouvernement argentin répondit avec deux cuirassés, l’Independencia et le Libertad, bien qu'ils soient individuellement plus petits que leurs homologues chiliens, et deux croiseurs protégés, un acheté sur étagère en 1890 (le Veinticinco de Mayo) et un à construire ayant la même conception en 1891 (le Nueve de Julio). Les achats furent financés en grande partie par l'aubaine de recettes liée aux exportations, le Chili avec les nitrates et l'Argentine avec les céréales et les bovins.
La guerre civile chilienne (1891), plutôt que de calmer les ambitions navales du Chili, les intensifia. Dans ce conflit, la marine chilienne joua un rôle important du côté du Congrès contre le président et l'armée. La victoire de la junte congressiste et la présidence subséquente de l'amiral Jorge Montt menèrent à une augmentation considérable du prestige et à un financement conséquent pour la marine. Les unités navales argentines assistèrent aux révoltes qui échouèrent en Argentine, mais l'acrimonie persistante et les acquisitions navales du Chili firent que cela eut peu d'effet.
Le gouvernement chilien acheta sur étagère un croiseur protégé, le Blanco Encalada, en 1892, tandis que les Argentins en achetèrent un, le Buenos Aires, construit pour les Britanniques à la fin de 1893. Les Chiliens vendirent leur plus vieux croiseur cuirassé, l’Esmeralda, à la fin de l’année 1894 pour financer la commande d'un croiseur blindé. Cela se matérialisa en mai 1895 avec une nouvelle Esmeralda, avec quatre torpilleurs. Un croiseur protégé brésilien, le Ministro Zenteno, fut acheté alors qu'il était en construction en août 1895. Les Argentins achetèrent sur étagère un croiseur blindé italien, le Garibaldi, le 14 juillet 1895.
En avril 1896, le Chili commanda un autre croiseur blindé, l’O'Higgins, et six torpilleurs. L'historien naval Robert Scheina établit que l'Argentine répondit le mois même avec le San Martín, un navire proche du Garibaldi qui était en construction en Italie. Cependant, il nota que le petit laps de temps entre les commande rend difficile ou impossible de savoir qui initia la course. Comme l'écrivit l'historien Jonathan Grant, les Argentins avaient peut-être agi en premier pour obtenir un certain avantage, même momentané et ténu, sur la marine chilienne. En mai 1898, le gouvernement chilien découvrit que les Argentins envisageaient d'acquérir un, puis deux croiseurs de la classe Garibaldi. Comme les tensions étaient extrêmement élevées et la guerre apparemment imminente, les deux pays acceptèrent de soumettre leurs différends frontaliers aux Britanniques, ce qui conduisit à l'accord sur la frontière dans la Cordillère des Andes de 1902. Ils signèrent également des pactes qui conduisirent à la résolution du différend frontalier de la Puna de Atacama. Comme le précédent arbitrage avait pris beaucoup de temps, la course aux armements navals, bien qu'elle se fut relâchée pendant la période où les tensions s’étaient atténuée qui accompagnait les accords, continua.
Les Argentins firent l'acquisition des deux croiseurs blindés supplémentaires, qui furent nommés Pueyrredón et General Belgrano, qui étaient plus puissants que les deux précédents. Pour les contrer, le gouvernement chilien commanda deux nouveaux cuirassés, le Constitución et le Libertad, en utilisant sa réserve d'or pour les payer. La vitesse élevée de ces cuirassés les rendrait aptes à s'opposer aux nouveaux croiseurs blindés argentins. Les Chiliens achetèrent également sur étagère le croiseur protégé Chacabuco, qui avait été construit par anticipation en spéculant, à la fin de l'année 1901. Les Argentins répondirent en mai 1901 à une demande de chiffrage, peut-être même une commande, auprès d'Ansaldo pour un nouveau cuirassé, de conception nouvelle, de 15 000 tonnes. Elle permettrait de monter une batterie principale de 305 mm (12 pouces) et d'être capable de naviguer à 20 nœuds (37 km/h).
Les tensions accrues et le quasi état de guerre entre l'Argentine et le Chili provoquèrent l'intervention des Britanniques, de peur que leurs intérêts économiques dans la région, qui comprenaient l'exportation de marchandises britanniques et l'importation de matières premières latino-américaines, ne soient perturbés. Des discussions eurent lieu dans la capitale chilienne, Santiago, entre l'ambassadeur britannique au Chili, l'ambassadeur d'Argentine au Chili, et le ministre des Affaires étrangères du Chili et le président Germán Riesco. Cela conduisit aux trois pactes de Mai, le 28 mai 1902, qui mirent fin au conflit. Le troisième limitait les armements navals des deux pays. L'Argentine et le Chili furent empêchés d'acquérir d'autres navires de guerre pendant cinq ans, à moins qu'ils n'aient donné un préavis de dix-huit mois à l'autre. Les navires de guerre en construction furent vendus au Royaume-Uni, les cuirassés chiliens devenant la classe Swiftsure et au Japon, les croiseurs blindés argentins devenant la classe Kasuga. Les deux cuirassés argentins prévus ne furent jamais commandés, et le Garibaldi et le Pueyrredón, ainsi que le Capitán Prat chilien, furent désarmés à l'exception de leurs batteries principales, car la marine argentine n'avait pas de grue capable d'enlever les tourelles du croiseur blindé.

## Conséquences

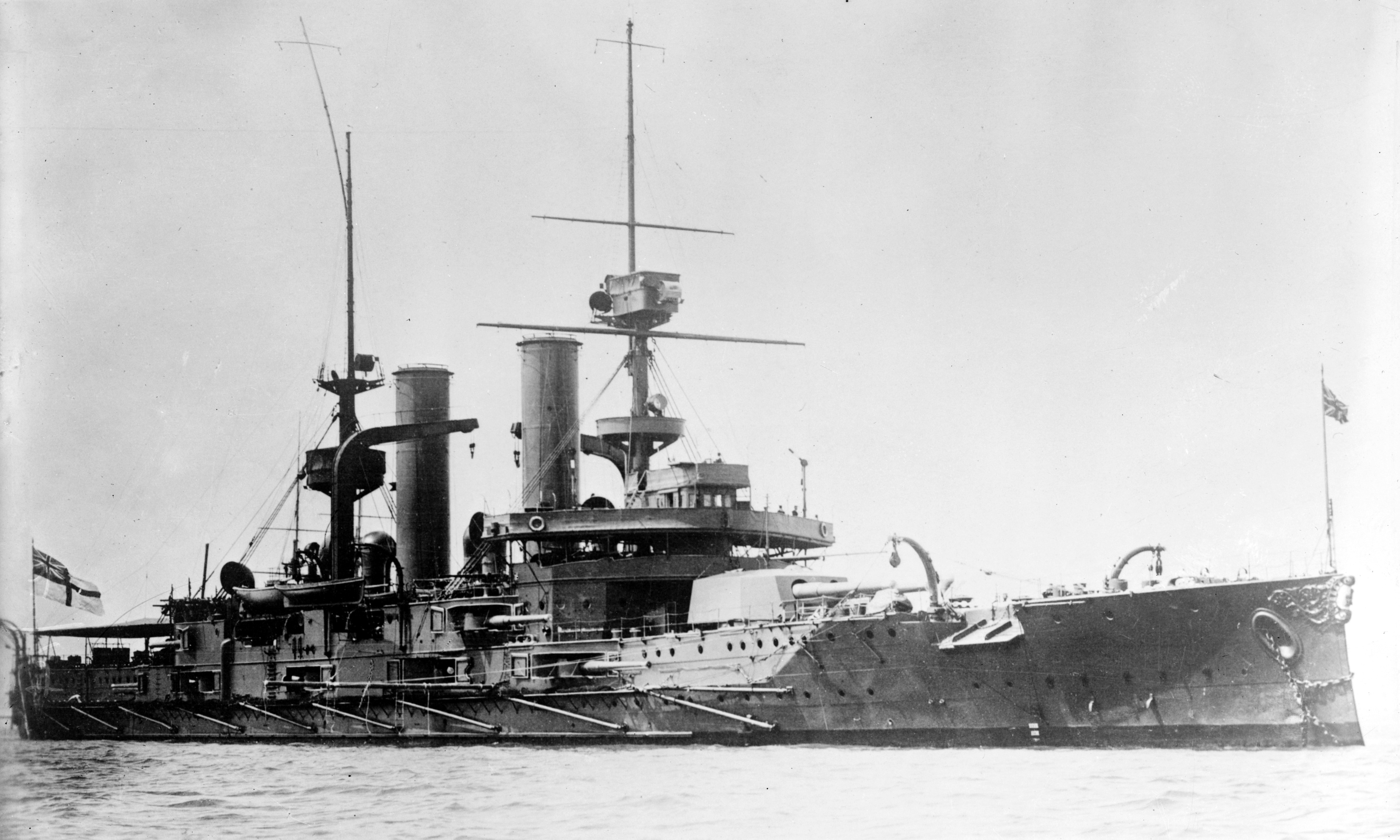
Le, un cuirassé de la classe Swiftsure, fut commandé à l'origine par le gouvernement chilien, mais fut vendu au Royaume-Uni en raison de la signature des pactes de Mai. Photographie mise à disposition par la Bibliothèque du Congrès.

La course navale entre l'Argentine et le Chili était extrêmement coûteuse pour les deux pays. Entre 1890 et 1898, le gouvernement argentin put acheter des navires d'une valeur de 4 434 800 £ avec d'importants emprunts à l’étranger qui lui furent accordés malgré la crise de la Barings en 1890. En 1896, la dette extérieure totale du gouvernement s'élevait à 421 millions de pesos or. Quant au Chili, il fut contraint de contracter un prêt de 2 millions de £ pour acheter des armes Krupp, ce qui, conjugué à ses autres prêts, amena le secteur bancaire à suspendre ses prêts au Chili jusqu'à la résolution de la crise diplomatique avec l'Argentine. Le président argentin Julio Argentino Roca et l'ambassadeur américain en Argentine, William Paine Lord, attribuèrent la fin de la course aux armements à la réduction des crédits faits à l'Argentine et au Chili.
De toutes les mesures prises, les pactes de mai furent un succès sans équivoque. L'Argentine et le Chili connurent tous deux une période de tensions réduites, mettant fin à un état de guerre dans lequel ils se trouvaient et les pactes mirent un terme à leur coûteux plan de construction naval. Cependant, le troisième grand pays d'Amérique du Sud, le Brésil, mit un terme à cette situation en 1904, lorsque son congrès adopta un vaste plan de construction navale. Cela culmina en 1907 avec une commande brésilienne pour trois « dreadnoughts », une nouveau type de navire de guerre dont les capacités d'armement et de propulsion dépassaient de loin les navires plus anciens des marines mondiales. La quille de deux d’entre eux serait posée immédiatement, avec un troisième à suivre. Les gouvernements argentin et chilien s'empressèrent d'annuler les derniers mois des pactes navals de mai, et tous deux finirent par passer des commandes de dreadnoughts pour leurs marines respectives.